# Îlham Ehmed

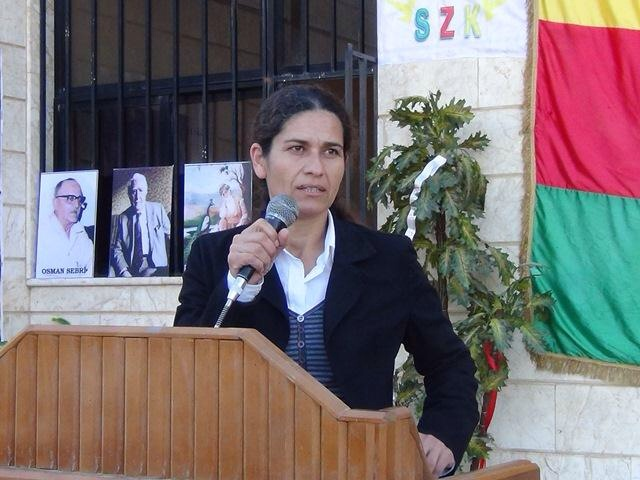
Îlham Ehmed während eines politischen Auftritts im Jahr 2013

Îlham Ehmed (kurdisch: ئیلھام ئەحمەد, arabisch: إلهام أحمد), auch Ilham Ahmad genannt, ist eine kurdische Politikerin aus Syrien und Mitglied der Partei der Demokratischen Union. Derzeit ist sie Ko-Vorsitzende des Exekutivrats der Selbstverwaltung von Nord- und Ostsyrien, auch als Rojava bekannt und Mitglied des Exekutivkomitees der Bewegung für eine Demokratische Gesellschaft (TEV-DEM). Bis Juli 2018 war sie Ko-Vorsitzende des Syrischen Demokratischen Rates (SDC), einem politischen Flügel der Demokratischen Kräfte Syriens, die als Legislative für der Selbstverwaltung von Nord- und Ostsyrien fungiert.

## Leben und Karriere
Ehmed, eine in Afrin geborene ethnische Kurdin, hat sich offen für einen programmatisch polyethnischen Charakter des zukünftigen Syriens ausgesprochen. Kurz vor der Rückeroberung der Stadt Ar-Raqqa im November 2016, welche seither als die Hauptstadt der Selbstverwaltung in Nord- und Ostsyrien fungiert, sagte sie:
"Eine solche Regierung könnte ein gutes Beispiel für einen demokratischen Wandel in Raqqa sein, insbesondere da die Stadt jahrelang die faktische Hauptstadt der Terrororganisation IS war. Eine solche Errungenschaft wäre eine grundlegende Veränderung der Gesamtsituation in Syrien und würde dem Land helfen, sich in Richtung Stabilität und demokratischen Wandel zu bewegen. Raqqa wäre ein Beispiel für das ganze Land."
Ehmed engagiert sich seit den 1990er Jahren in der kurdischen nationalistischen Bewegung und strebt heute eine dezentralisierte Regierung in Form eines föderalen Syriens an.[9] Sie argumentiert, dass in einem solchen dezentralisierten Staat lokale zivile Räte und Regierungen entstehen könnten, die die Rechte verschiedener syrischer Gruppen garantieren, einschließlich Meinungsfreiheit und Gleichstellung der Geschlechter. Sie plädiert dafür, dass die Rechte des kurdischen Volkes in der syrischen Verfassung garantiert werden sollten. Ehmed nahm im Juli 2018 an Verhandlungen mit der syrischen Regierung in Damaskus über Dienstleistungen teil, die auch in den vom SDC verwalteten Gebieten bereitgestellt werden sollen. Nach dem Scheitern der politischen Gespräche erklärte sie:
Das herrschende Regime hat seine Haltung weder auf humanitärer noch auf politischer Ebene geändert. Es hat gegenüber den Syrern, die mit ihm im Konflikt stehen, keinerlei Flexibilität gezeigt. Es hat jegliche Kommunikationskanäle abgelehnt, um die Folgen des Erdbebens und der darauf folgenden humanitären Katastrophe anzusprechen... Sie sind das Haupthindernis für eine Vereinheitlichung der syrischen Vision.

## Verhandlungen mit Frankreich
Nach der Drohung der Türkei, Afrin anzugreifen, und der Erklärung von US-Präsident Donald Trump im Dezember 2018, dass die Vereinigten Staaten ihre Truppen aus den vom SDC verwalteten Gebieten abziehen würden, reiste Ehmed mit dem SDC-Ko-Vorsitzenden Riad Darar nach Paris, um mit der französischen Regierung über die weitere Zusammenarbeit mit den in den vom SDC verwalteten Gebieten stationierten französischen Truppen zu sprechen. Nach Verhandlungen mit Frankreich blieben die französischen Truppen in Syrien.